# Удовидченко Віктор Іванович
Ві́ктор Іва́нович Удови́дченко, у деяких документах помилково вказано Удови́ченко (29 жовтня 1913 — 4 травня 2000) — радянський військовик часів другої світової війни, активіст ветеранського руху в Україні. Почесний громадянин м. Бердичева.

## Біографія
Народився 29 жовтня 1913 року у селі Лозова Павлівка, поблизу міста Стаханова (нині — Кадіївка) Луганської області. Росіянин.
До лав РСЧА призваний 15 січня 1938 року Сиктивкарським МВК Комі АРСР. Військову службу проходив У складі 56-ї окремої дивізії. У вересні 1939 року брав участь у радянському вторгненні до Польщі. Учасник радянсько-фінської війни 1939—1940 років. Член ВКП(б) з 1941 року.
Учасник німецько-радянської війни з червня 1941 року. У перші дні проходить службу в складі 44-ї щорсівської дивізії. Учасник боїв на Курській дузі. 23 грудня 1943 року Віктор Удовиченко прибув з офіцерського резерву до 117-ї гвардійської стрілецької дивізії. Його дивізіон взяв участь у визволенні Бердичева від німецьких загарбників. Підтримував наступальні дії 335-го стрілецького полку під командуванням О. М. Захарченка. Під час бою командир дивізіону Г.Карпенко отримав важке поранення, тому В. І. Удовидченко перебрав на себе командування дивізіоном і виконував ці обов'язки до кінця війни.
Брав участь у визволенні України, бойових діях на території Польщі, Німеччини і Чехословаччини, форсуванні річок Одер і Нейсе. У місті Тернопіль під час битви з німцями знайшли золотий ключ від воріт древнього Києва вагою 3545 грамів золота високого ґатунку який згодом повернули до Києва в історичний музей.
По закінченню війни 117-та гвардійська Бердичівська ордена Богдана Хмельницького стрілецька дивізія прибуває на постійне місце дислокації до Бердичева. Тут В. І. Удовиченко продовжує військову службу. У 1956 році бере участь у придушенні радянськими військами повстання в Угорщині (операція «Вихор»).
У 1969 році майор В. І. Давидченко вийшов у запас. До виходу на пенсію у 1981 році працював вчителем праці.
В. І. Удовидченко брав активну участь у ветеранському русі. У 1983 році спільно з ветеранами Іваном Павленком та Степаном Лівінським стає ініціатором створення аматорського хору ветеранів війни та праці. Упродовж наступних десятиліть хор отримує звання «народного».
Помер 4 травня 2000 року в Бердичеві. Похований на міському кладовищі в секторі почесних поховань. На могилі встановлено гранітну плиту з надписом «Почесний громадянин міста». Портрет Віктора Удовиченка розміщено в музеї бойової слави 117-ї гвардійської стрілецької дивізії.

## Нагороди та відзнаки
Нагороджений українським орденом Богдана Хмельницького 3-го ступеня (14.10.1999), радянськими двома орденами Червоного Прапора (19.03.1945, 20.05.1945), Вітчизняної війни 1-го (11.03.1985) та 2-го (07.09.1944) ступенів, двома орденами Червоної Зірки (18.03.1944, …) і медалями.
Згідно з рішенням виконкому Бердичівської міської ради від 24 грудня 1993 року № 780, Удовидченку Віктору Івановичу присвоєно звання «Почесний громадянин міста Бердичева».